# Miedzianka (województwo dolnośląskie)
Miedzianka (niem. Kupferberg) – dawne miasto, obecnie wieś w Polsce położona w województwie dolnośląskim, w powiecie karkonoskim, w gminie Janowice Wielkie, w Rudawach Janowickich, w Sudetach Zachodnich. Dawny ośrodek górnictwa rud miedzi, srebra, cynku i uranu.
W latach 1519–1945 miała prawa miejskie. Miasto powstało, rozwinęło się i zostało zrujnowane przez górnictwo.
W latach 1975–1998 w województwie jeleniogórskim.

## Położenie
Wieś położona jest na północno-zachodnich stokach wzgórza Miedziana Góra, pomiędzy przełomowym odcinkiem doliny Bobru, a doliną Miedzianego Potoku. Otoczenie wsi stanowią w znacznej mierze użytki rolne, obecnie w większości leżące odłogiem. Wieś w całości znajduje się na terenie Rudawskiego Parku Krajobrazowego. Teren ten należy do wschodniej okrywy granitu karkonoskiego (blok karkonosko-izerski), którą tworzą skały metamorficzne wieku palozoicznego: łupki kwarcowo-skaleniowe, fyllity grafitwo-serycytowe, amfibolity i zieleńce  .

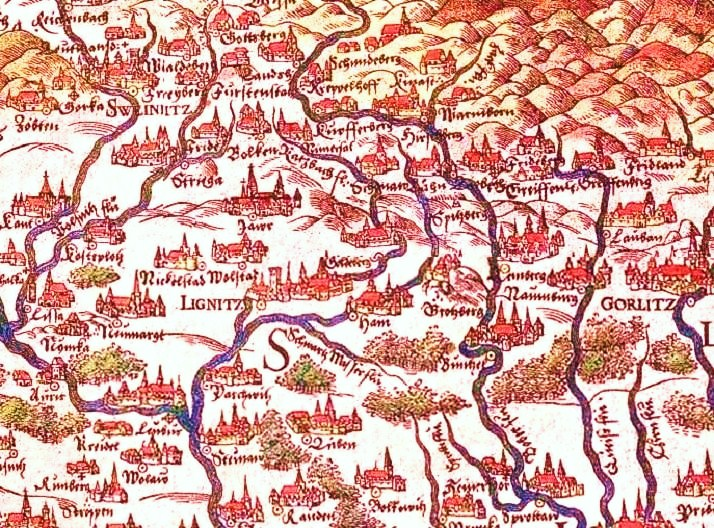
Miedzianka (pomiędzy Bolkowem a Jelenią Górą) jako Kufferberg na mapie z 1561 r.

Położona jest na wysokości 470–530 m n.p.m. Dziś jest to zaledwie kilka domów otoczonych licznymi hałdami i wyrobiskami, pozostałością po pracach górniczych o 700-letniej historii, oraz ruinami jednego z piękniejszych Śląskich miast. Przed rokiem 1945  nosiła nazwę Kupferberg, wcześniej Coppferberge i Kopferberg. W roku 1613 śląski regionalista i historyk Mikołaj Henel z Prudnika wymienił miejscowość w swoim dziele o geografii Śląska pt. Silesiographia podając jej łacińską nazwę: Cupferberga.

## Historia
Odkrywcą złóż rud metali w 1156 był Laurentius Angelus, fakt ten jest jednak wątpliwy, gdyż sama postać odkrywcy jest bardzo legendarna. Pierwszą pewną wzmianką o Miedziance jest zapiska w kronice znanego historyka, proboszcza katolickiej parafii w Miedziance, Johannesa Kaufmanna (po przejściu w stan spoczynku był on zatrudniony w bibliotece Grafa Schaffgotscha w Cieplicach), który mówi, że przed 1311 panem ziem późniejszej Miedzianki był Conrad Bavarus (w przewodnikach podaje się, że pierwszym właścicielem Miedzianki był Albert Bavarus (1311 r.), Albert był drugim właścicielem Miedzianki). Kilkadziesiąt lat później w okolicy wydobywano srebro.

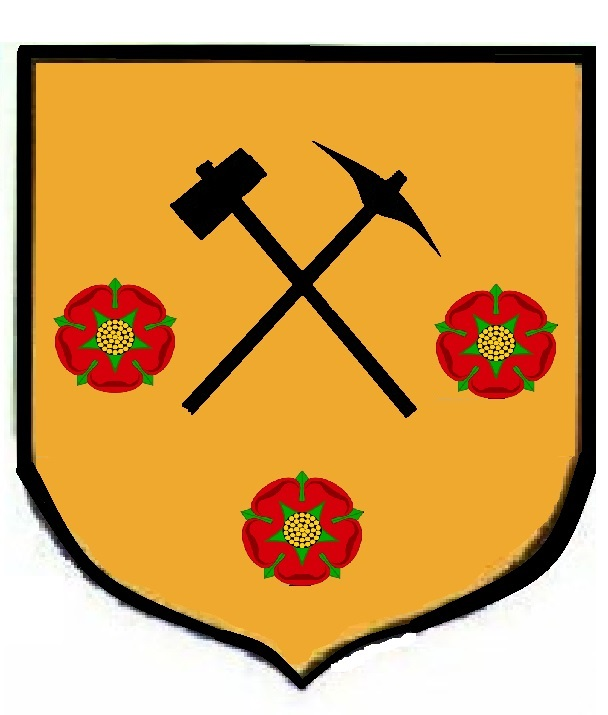
Dawny herb miejski Miedzianki

W XV wieku uruchomiono w Miedziance browar.
W 1512 Miedziankę kupił Hans (Viggoer) Dippold von Burghaus i zainwestował w górnictwo miedzi, co po kilku latach zwróciło się i pozwoliło odbudować, zniszczony podczas wojen husyckich, Zamek Bolczów. W 1519 król czeski Ludwik Jagiellończyk, na prośbę Burghausa, nadał Miedziance prawa miasta górniczego. W latach 20. XVI wieku w Miedziance istniało około 160 szybów i sztolni. Kolejnym właścicielem był Justus Decjusz (Jost Ludwig Dietz) – sekretarz króla Zygmunta Starego. Decjusz był osobą z dużym doświadczeniem górniczym – wydał w 1539 w Krakowie specjalny ordunek (statut) górniczy dla Miedzianki. Jednak eksploatowane złoża były na wyczerpaniu. Gdy kopalnie Miedzianki zaprzestały wydobycia, kolejni właściciele Miedzianki, Hans i Franz Hellmannowie, uzyskawszy koncesję na produkcję witriolu, zbudowali w dolinie Hutniczego Potoku specjalne ługownie, w których przepłukiwali materiał ze starych hałd znajdujących się w okolicy. Hellmannowie w 1553 byli liderami w produkcji witriolu w całym cesarstwie austriackim. Koniec wieku XVI był początkiem całkowitego upadku górnictwa w Miedziance. Przyczyniła się do niego wojna 30-letnia i zaraza.
Po wojnie miasto odżyło. Mieszkańcy utrzymywali się z tkactwa i innych zajęć niezwiązanych z górnictwem. Dopiero pod koniec XVII wieku wznowiono wydobycie w kilku kopalniach. Na początku XVIII wieku miasto szybko się rozwijało, powstał urząd górniczy i zaczęto na szeroką skalę eksploatację starych i drążenie nowych chodników. Jednak wkrótce uwagę skierowano na odkrycie Jagwitzów – bogate złoża wzdłuż Bobru w stronę Ciechanowic. Jednak miedź w tych kopalniach szybko się wyczerpała. Syn Jagwitza odkrył w okolicy złoża kobaltu – cenionego w przemyśle farbiarskim. Z tej okazji w roku 1766 w Miedziance przebywał Fryderyk II. W 1811 Miedzianka ponownie otrzymała prawa miejskie.

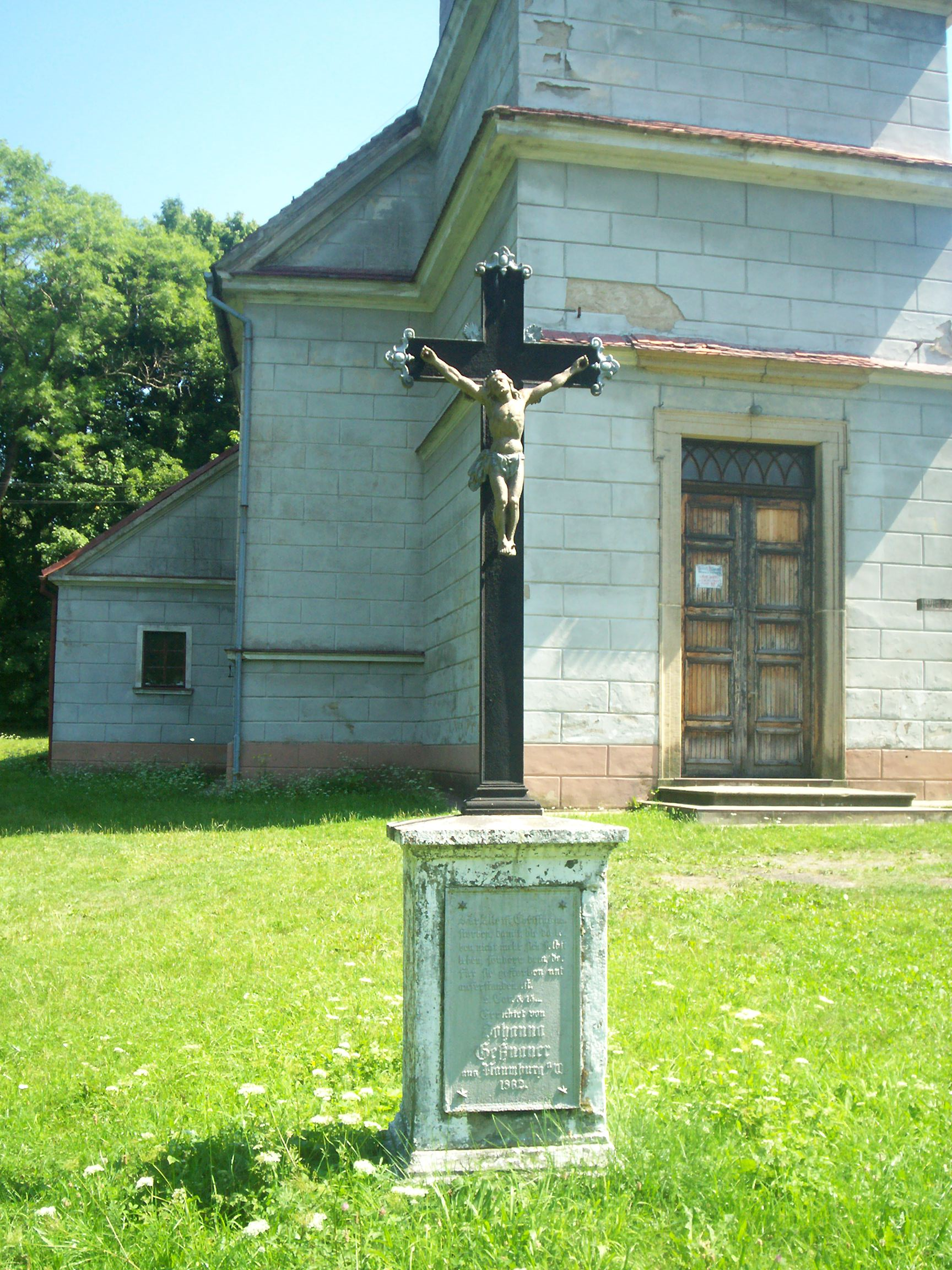
Kościół św. Jana Chrzciciela

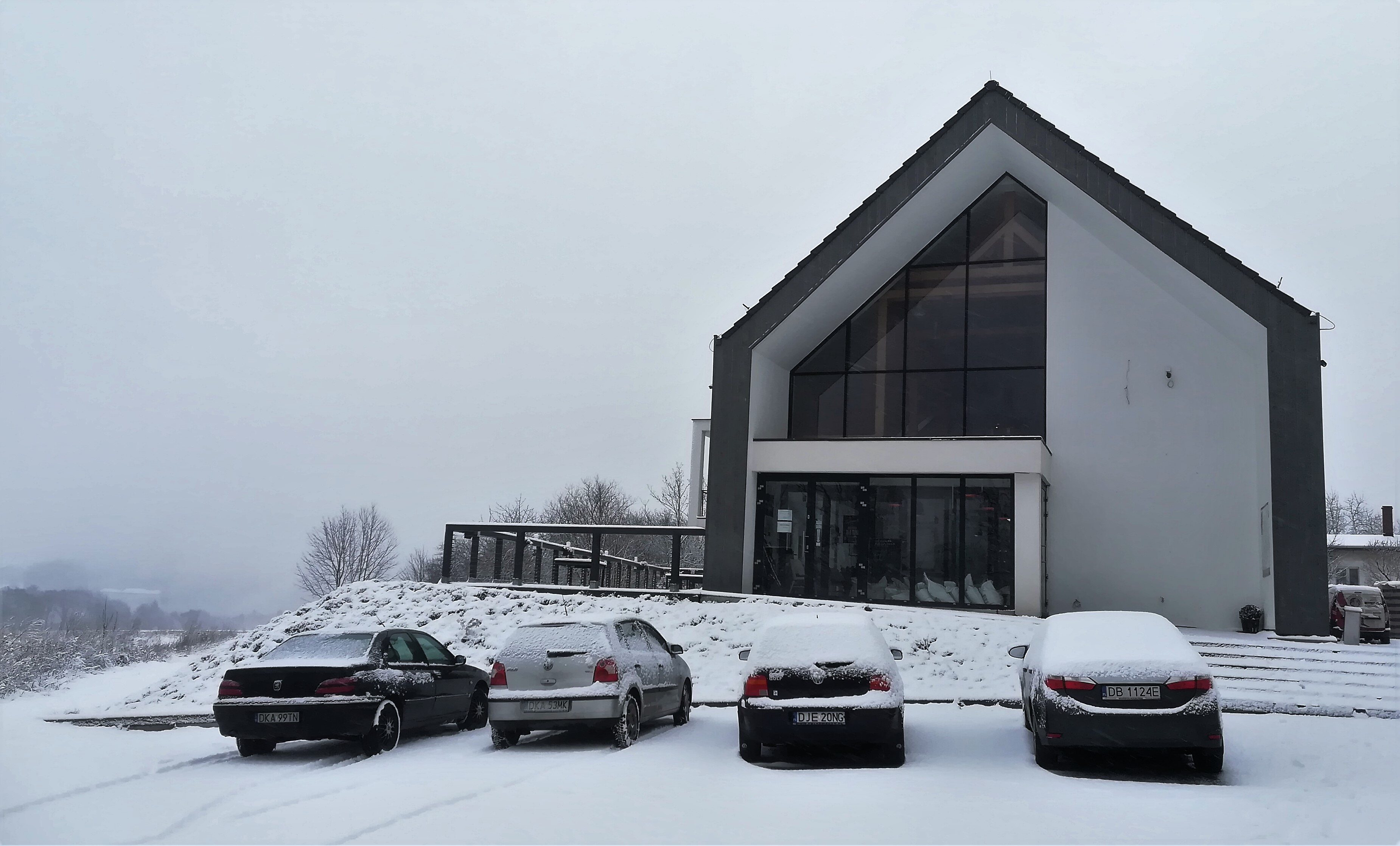
Browar Miedzianka

Początek wieku XIX był początkiem upadku górnictwa. W kopalniach gwałtownie spadało wydobycie (znane złoża wyczerpywały się). Ostatni szyb wydobywczy został definitywnie zamknięty w 1925, choć już w 1883 Słownik geograficzny Królestwa Polskiego podaje, że „górnictwo zarzucone”. W tym czasie należała, wraz z Janowicami do hrabiów Stolberg-Wernigerode, a administracyjnie była położona w ówczesnym powiecie szunowskim (Landkreis Schönau). Od połowy wieku XIX Miedzianka zaczęła funkcjonować jako miejscowość wypoczynkowo-turystyczna. Jej położenie, klimat i sława w Prusach sprawiały, że Miedzianka stała się celem wielu wczasowiczów. Sławę miastu przynosiło też „Złoto z Miedzianki”, czyli piwo produkowane w miejscowym browarze.
W 1945 miejscowość weszła w skład Polski i otrzymała obecną nazwę. Dotychczasową ludność wysiedlono do Niemiec, a administracja polska zdegradowała Miedziankę do rangi wsi. Po 1945 złożami rud uranu w okolicy Miedzianki zainteresowała się Armia Czerwona. W latach 1945–1954 w miejscowej kopalni, ukrytej pod kryptonimem Zakłady Przemysłowe R-1, wydobyto 600 ton rud uranu, w całości odesłanej do Związku Radzieckiego.
Rabunkowy sposób prowadzenia prac doprowadził do znaczących szkód górniczych na terenie Miedzianki. Pomimo 450-letniej historii miasta, jego walorów architektonicznych i krajobrazowych, podjęta została decyzja o całkowitej likwidacji osady. W 1967 żołnierze wysadzili w powietrze kościół ewangelicki, wkrótce wprowadzono zakaz remontu domów. W 1972 reszta ludności Miedzianki została ostatecznie przesiedlona do Jeleniej Góry, a większość pozostałości miasta wyburzono. Po zwartym rynku pozostała tylko jedna kamienica dawnej gospody „Schwarzer Adler” z kabaretem. Zachował się także kościół św. Jana Chrzciciela z lat 1824–41.
Po 1989 miejscowość zaczęła się odradzać. Wielką popularność przyniosła jej opublikowana w 2011 reporterska książka Filipa Springera Miedzianka. Historia znikania. W 2013 zamieszkanych było 11 domów. W latach 2014–2015 wrocławski przedsiębiorca i piwowar domowy Jarosław Kądziela wybudował w miejscowości restauracyjny Browar Miedzianka, którego otwarcie nastąpiło 1 maja 2015.

### Nazwy historyczne
- Cupri Fodina[8] (1311)[6]
- Coppferberge (1367)[6]
- Koppferberg (1368)[6]
- Kopferberg (1370)[6]
- Kupferberg[8] (1786)[6]
- Kupferberg im Riesengebirge
- 1945 Miedziana Góra, Miedzianka (1945)[6]

## Zabytki
Do wojewódzkiego rejestru zabytków wpisane są:
- kościół filialny pw. św. Jana Chrzciciela, z XIX w.
- dom, Rynek 25

### Inne zabytki
- monolitowy kamienny krzyż, możliwe że pochodzący z późnego średniowiecza; na krzyżu wyryty napis "Memento" (pamiętaj); pochodzenie krzyża nie jest znane, pojawiająca się hipoteza, że jest to tzw. krzyż pokutny, nie ma oparcia w bezpośrednich dowodach i oparta jest wyłącznie na nieuprawnionym założeniu, że wszystkie stare kamienne monolitowe krzyże są krzyżami pokutnymi; krzyż stoi kilkadziesiąt metrów od drogi z Janowic do Miedzianki